# Lamprolonchaea fulgida
Lamprolonchaea fulgida är en tvåvingeart som beskrevs av Mcalpine 1964. Lamprolonchaea fulgida ingår i släktet Lamprolonchaea och familjen stjärtflugor. Inga underarter finns listade i Catalogue of Life.